# HMX-1

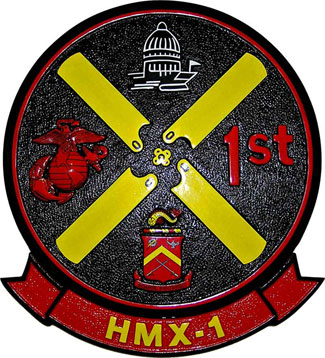
Abzeichen von HMX-1

Die Marine Helicopter Squadron One (HMX-1), „The Nighthawks“, stationiert auf der Marine Corps Base Quantico, ist für den Hubschraubertransport des Präsidenten der Vereinigten Staaten von Amerika, des Vizepräsidenten, von Kabinettsmitgliedern und VIPs zuständig. Wenn der Präsident an Bord ist, wird das Rufzeichen „Marine One“ verwendet. Neben der VIP-Beförderung gehören auch Tests neuer Marine-Corps-Helikopter zum Aufgabengebiet der HMX-1.

## Geschichte
Im Jahr 1946 erkannte General Roy Geiger bei der Beobachtung von Atombombentests am Bikini-Atoll, dass Atombomben amphibische Landemanöver (aufgrund der Konzentrationen von Truppen, Schiffen und Material am Strand) deutlich erschweren. Daher berief der Kommandant des Marine Corps einen Sonderausschuss („Hogaboom Board“ genannt) ein, welcher empfahl, dass das Marine Corps Transport-Hubschrauber entwickeln solle, um eine weiter gestreute Landung an gegnerischen Stränden zu ermöglichen. Weiterhin empfahl der Ausschuss, dass hierzu ein Experimental-Hubschrauber-Geschwader gegründet werden sollte.
HMX-1 wurde am 1. Dezember 1947 gegründet und in der Marine Corps Base Quantico stationiert. Die Wahl der Heimatbasis begründet sich in der relative räumlichen Nähe zum Werk von Sikorsky  in Stratford (Connecticut), und den Marine-Corps-Schulen, von denen der Hauptanteil des neuen Personals kommen sollte. Man entschied sich für die Sikorsky HO3S-1 und die Piasecki HRP-1 und führte einen ersten Test durch, in welchem 5 Hubschrauber des Geschwaders 66 Marines vom Deck der USS Palau zum Marine Corps Base Camp Lejeune in North Carolina transportierten. Obwohl die zum Test eingesetzten Maschinen nur jeweils 3 Marines transportieren konnten und daher die Strecke mehrmals fliegen mussten, konnte das Verfahren an sich bestätigt werden.
Im Jahr 1948 veröffentlichten die Marine-Corps-Schulen das erste Handbuch für luftgestützte Operationen, Amphibious Operations - Employment of Helicopters (Tentative) oder Phib-31. Die Marines benutzten dafür den Begriff vertical envelopment (vertikale Umhüllung). HMX-1 führte die erste Schiff-Strand-Versetzung von Truppen vom Deck eines Flugzeugträgers in einer Übung im Mai 1948 durch.

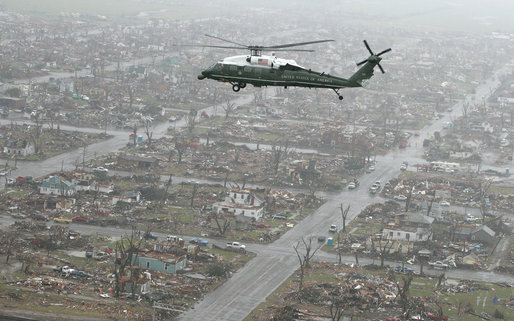
Präsident George W. Bush macht sich aus einem VH-60 heraus ein Bild von den Schäden, die im Mai 2007 durch Tornados angerichtet wurden

Nach Beginn des Koreakriegs wurden vier HMX-1-Hubschrauber an die Marine Observation Squadron 6 (VMO-6) überstellt und der 1st Provisional Marine Brigade in der Schlacht um den Busan-Perimeter im Jahr 1950 zur Hilfe geschickt. Die Hubschrauber wurden zur Schlachtfeld-Überwachung und -Kontrolle sowie für medizinische Evakuierung und die Rettung von Piloten eingesetzt. Während der Schlacht um den Changjin-Stausee wurden die Hubschrauber für die Aufrechterhaltung des Kontakts zwischen den einzelnen, am Westufer des Stausees aufgereihten Marines-Einheiten eingesetzt. Die Anforderungen des Korea-Krieges überstieg die Ausbildung des Navy-Piloten, so dass HMX-1 in den ersten Kriegsjahren als Trainingseinheit dienstverpflichtet wurde. In dieser Einheit trainierten die Piloten, die später den Kern von HMR-161, der ersten Marines-Hubschrauber-Transportstaffel, bilden sollten.
Am 7. September 1957 wurde Präsident Dwight D. Eisenhower während des Urlaubs in seinem Sommersitz in Newport (Rhode Island) dringend im Weißen Haus benötigt. Üblicherweise hätte die Heimreise nach Washington, D.C. eine einstündige Überfahrt über die Narragansett Bay bedeutet, gefolgt vom Umstieg in die Air Force One, einen 45-minütigen Flug zur Andrews Air Force Base, Maryland und eine 20-minütige Fahrt zum Weißen Haus.
Da er die Dringlichkeit seiner Anwesenheit in Washington erkannte, drängte Präsident Eisenhower seinen Stab, eine schnellere Verbindung zur Air Force One zu finden. Ein HMX-1-Hubschrauber, eine UH-34, stand auf Rhode Island bereit und konnte für den Transport des Präsidenten zu seinem wartenden Flugzeug genutzt werden. Der Präsident war einverstanden, und nach einem 7-minütigen Flug war der Präzedenzfall geschaffen.
Kurz darauf fragte ein Marine-Stabsangehöriger des Präsidenten bei HMX-1 an, die Möglichkeit einer Hubschrauberlandung auf dem südlichen Rasen des Weißen Hauses zu prüfen. Vorbereitende Abschätzungen und Probeflüge ergaben, dass ausreichend Platz für sichere Starts und Landungen verfügbar war. Nach Fertigstellung der notwendigen formellen Abläufe und Anweisungen begann die lange Karriere der HMX-1 als Präsidenten-Flugtransport zwischen dem Südrasen des Weißen Hauses und der Andrews Air Force Base, Heimatflughafen der Air Force One. Ursprünglich wurde diese Aufgabe in Zusammenarbeit mit der Army erledigt, erst im Jahr 1976 wurde dem Marine Corps die alleinige Verantwortung für den Hubschrauber-Transport des Präsidenten überall auf der Welt übertragen. Heute ist HMX-1 auch für den Transport des Vizepräsidenten, Verteidigungsminister, Marineminister, Kommandanten des Marine Corps und aller besuchender Staatsoberhäupter zuständig.

## Luftfahrzeuge

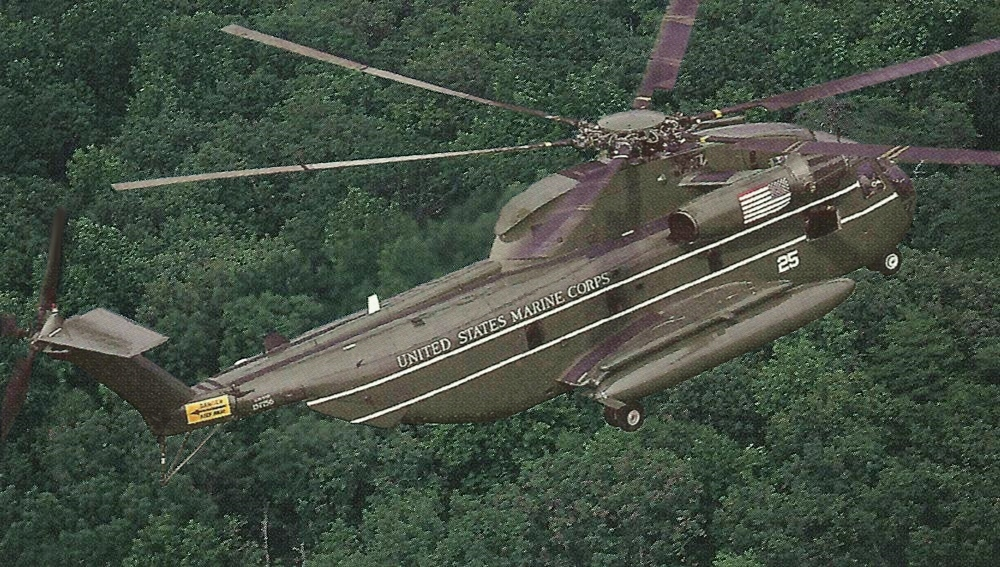
Ein VH-53D (modifizierter CH-53D) von HMX-1

Der erste offizielle „Präsidentenhubschrauber“ war die VH-34 Choctaw, die im September 1957 in Dienst gestellt und Anfang 1962 durch die VH-3A ersetzt wurde. In den späten 1970er Jahren wurden die VH-3A außer Dienst gestellt und durch die modernisierten VH-3D ersetzt. Die aktuelle Hubschrauberflotte besteht aus VH-3 Sea King und VH-60N „WhiteHawk“, die im Jahr 1988 im Geschwader in Dienst gestellt worden sind.
Das ‚V‘ im Namen bezeichnet die „VIP“-Bauversion der Hubschrauber. Die Executive Flight Detachment (Abteilung für Flüge der Exekutive) ist die einzige Einheit im Marine Corps, die diese Sikorsky-Hubschrauber im Einsatz hat. Die VH-3D kann 14 Passagiere transportieren, während die VH-60N 11 Passagieren Platz bietet. Beide Hubschraubertypen benötigen je einen Piloten, Kopiloten und Gruppenleiter, die VH-60N-Besatzung beinhaltet zusätzlich einen Kommunikations-Spezialisten. Weil sich die VH-60N einfach für den Transport in einer Air Force C-5 Galaxy oder C-17 Globemaster III zusammenfalten lässt, ist dieses Modell ideal für Aufträge außerhalb Amerikas. Die Marines können eine VH-60N in weniger als 2 Stunden für einen C-5-Transport vorbereiten.

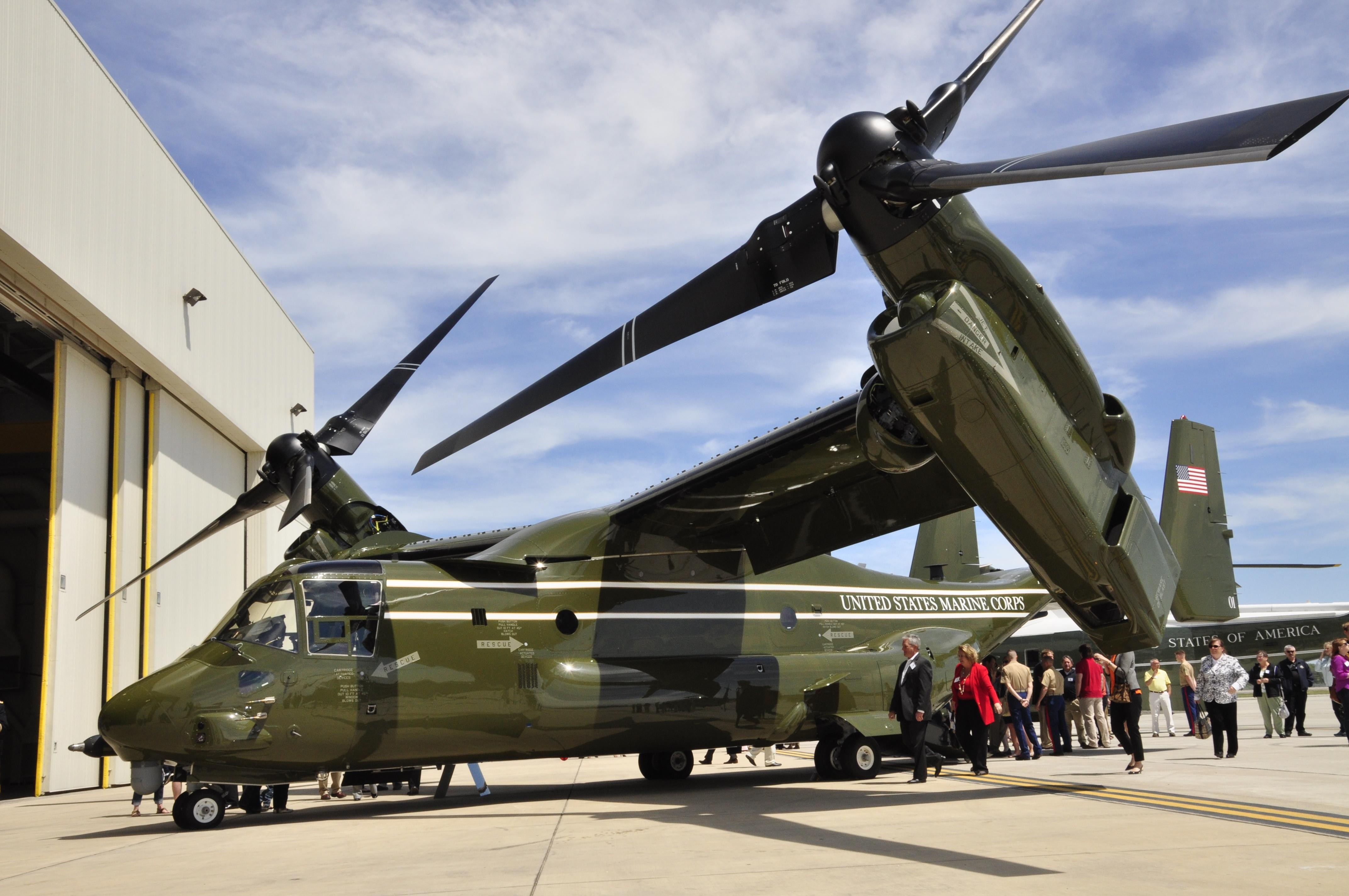
Eine MV-22B Osprey, die bei der Einführungszeremonie im HMX-1 Hangar präsentiert wird.

Aufgrund der Einzigartigkeit der VH-Plattform werden alle Piloten und das zuständige Wartungspersonal gezielt von durch Sikorsky geschulten Ausbildern trainiert. Dieses Training dauert – je nach Spezialisierung des Schülers – zwischen 1 und 5 Monaten und findet im Geschwader statt. Sikorski-Mitarbeiter überwachen danach auch die Wartung und Nutzung der Maschinen durch die Marines.
Es war geplant, dass HMX-1 23 neue Lockheed Martin VH-71 Kestrel Hubschrauber als Ersatz für die aktuelle Flotte bekommen sollte, allerdings wurde im April 2009 bekannt, dass das Kestrel-Programm nicht mehr im Budget stand. Im Mai 2014 gab die US Navy bekannt, dass das Modell S-92 eine erneute Ausschreibung gewonnen habe. Der Auftrag über sechs Hubschrauber und zwei Simulatoren hat einen Wert von 1,24 Milliarden US-Dollar. Die Maschinen sollen die Bezeichnung VH-92A erhalten. Seit August 2024 ist die Sikorsky VH-92A Patriot im Dienst.
HMX-1 betrieb auch eine kleine Anzahl von VH-53Ds (modifizierte CH-53Ds) und CH-46 Sea Knights für Versorgungs- und Dienstleistungszwecke. Diese sollten bis 2017 durch CH-53Ks und MV-22B Ospreys ersetzt werden. Auch diese Luftfahrzeuge sind im HMX-1-eigenen, dunkelgrünen Farbschema lackiert.
Der Luftfahrzeugbestand umfasste im Herbst 2024 zehn VH-3D, neun VH-92A und sechs VH-60N.

## Untergruppen

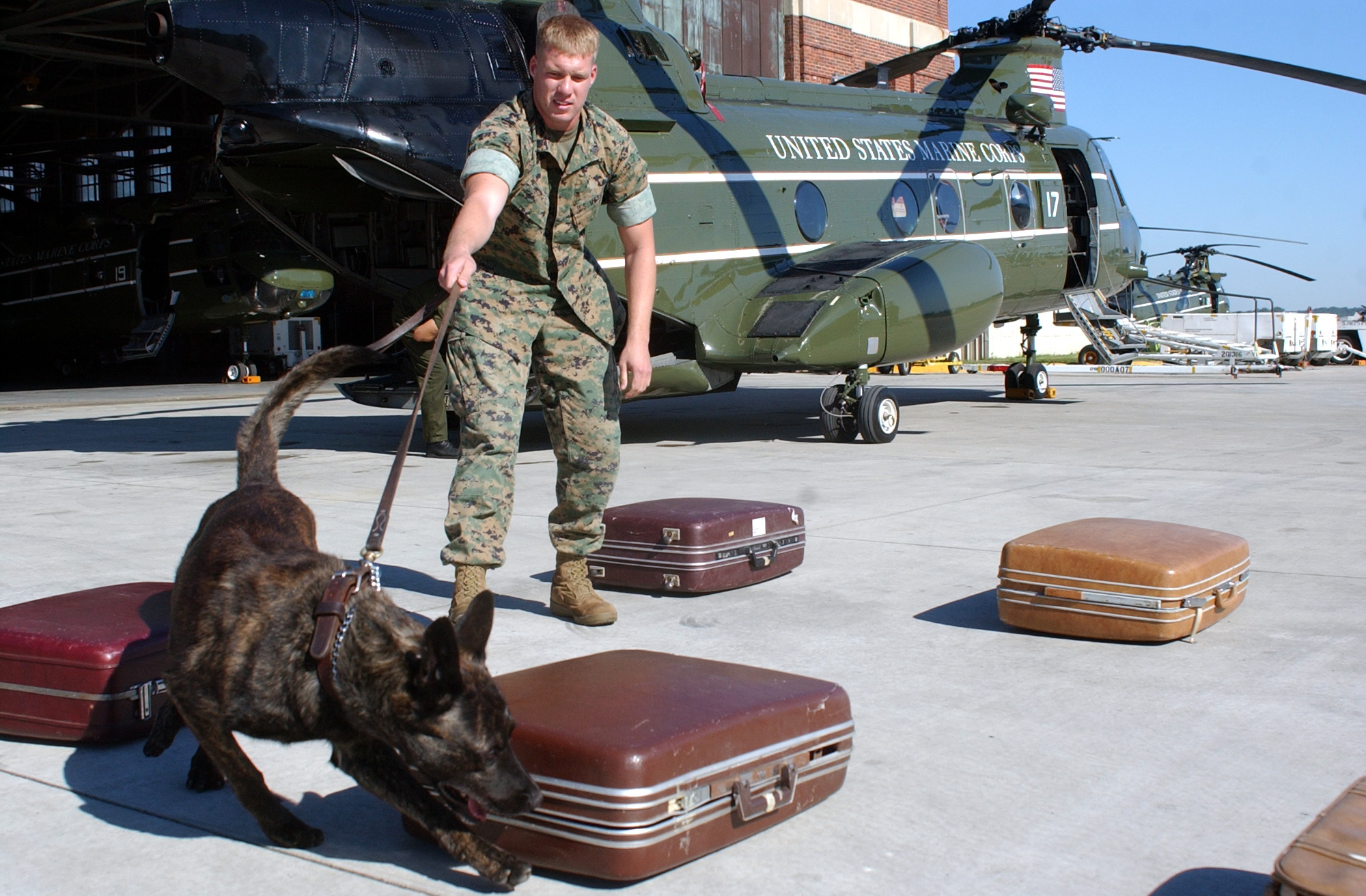
Ein Militärhund durchsucht das Gepäck, im Hintergrund eine CH-46 für Versorgungsaufgaben

Die Präsidenten- und VIP-Flüge werden durch Whiteside (Weiße Seite), die Abteilung für Flüge der Exekutive durchgeführt. Die meisten Aktivitäten dieser Abteilung werden vom White House Military Office koordiniert. Auch wenn die „Weiße Seite“ offiziell in Quantico stationiert ist, operiert die Abteilung in großem Umfang von der Alarm-Einrichtung an der Navy-Basis in Washington, D.C. Die VIP-Hubschrauber kann man an der weißen Lackierung der Oberseite („white tops“) von ihren „normalen“ Gegenstücken unterscheiden.
Die Aktivität der Greenside (Grünen Seite), die den Rest von HMX-1 stellt, beinhalten den Test und die Bewertung von Flugmaschinen wie der V-22 Osprey, einem Kipprotorflugzeug mit vertikaler Start- und Landefähigkeit, sowie der Unterstützung bei Trainings- und Übungsaktivitäten des Marine Corps Combat Development Command in der Marine Corps Base Quantico.
Das „X“ im Geschwadernamen stand ursprünglich für Experimentell, als Kennzeichen für den ursprünglichen Auftrag des Tests von Hubschraubern und Flugsystemen. Da der VIP-Transport mit der Zeit einen höheren Stellenwert einnahm als die Tests, wurde das „Experimental“ aus dem Geschwadernamen, nicht aber aus dem Kürzel gestrichen.